# Cadlinella ornatissima
Espèce
Cadlinella ornatissima est une espèce de mollusques nudibranches de la famille des Chromodorididae et du genre Cadlinella.

## Répartition
Cette espèce se rencontre dans l'Ouest du bassin Indo-Pacifique. Elle est notamment présente en Nouvelle-Calédonie,,, en Australie, au Japonau Sri Lanka, dans le golfe d'Oman, dans le golfe d'Eilat, aux Chagos, à la Réunion, à Mayotte et en Tanzanie.

## Habitat
Cadlinella ornatissima affectionne les zones de coraux infralittoraux.

## Description
Cadlinella ornatissima peut mesurer de l'ordre de 20 mm de long pour 5 mm de large.

### Diagnose
Cadlinella ornatissima est de couleur jaune foncé avec le manteau recouvert de tubercules, un pied blanc, de longs rhinophores blancs et cinq branchies pennées blanches. Les tubercules sont allongés avec certains arrondis et d'autres légèrement pointus. Les tubercules sont jaune à la base et rose-rouge vers la pointe,.

### Description détaillée

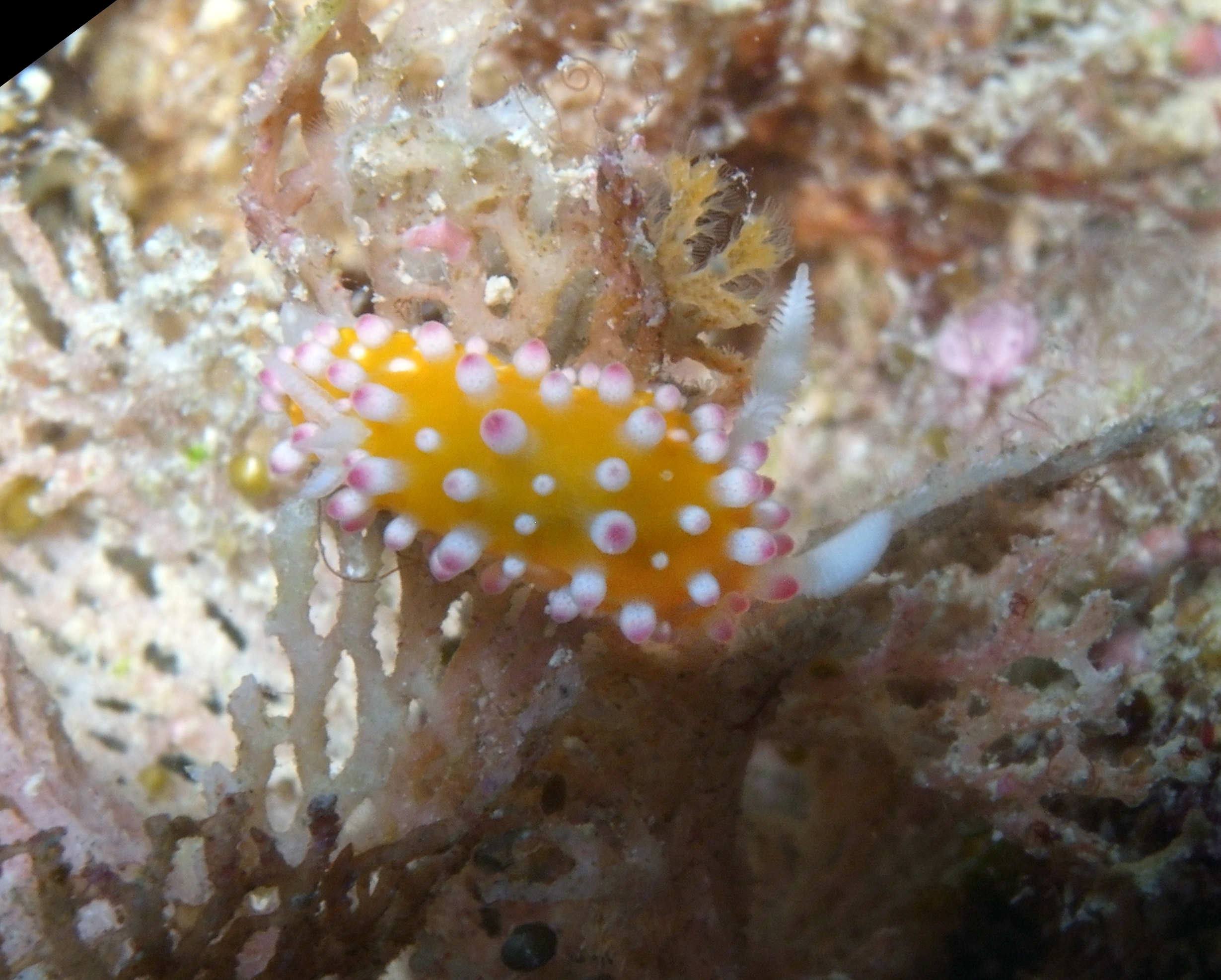
Cadlinella ornatissima (Fidji)

Le dos de l'animal est dur et jaune vif avec quelques taches blanches. Il porte de nombreuses papilles ou tubercules cylindriques en légère forme de massue blanche avec l'extrémité groseille. Les tubercules sont plus nombreux, plus petits et plus blancs en périphérie du manteau. Le dos présente de gros spicules entrelacés. L'axe des papilles est occupé par un gros spicule et d'autres spicules, plus petits, sont positionnés perpendiculairement à la surface. Les papilles sont bourrées de spicules fusiformes n'hérissant pas la surface. Ces spicules, visibles à la loupe binoculaire, rayonnent en étoile à la base des tubercules. La marge du manteau comporte une quinzaine de sphères blanches.

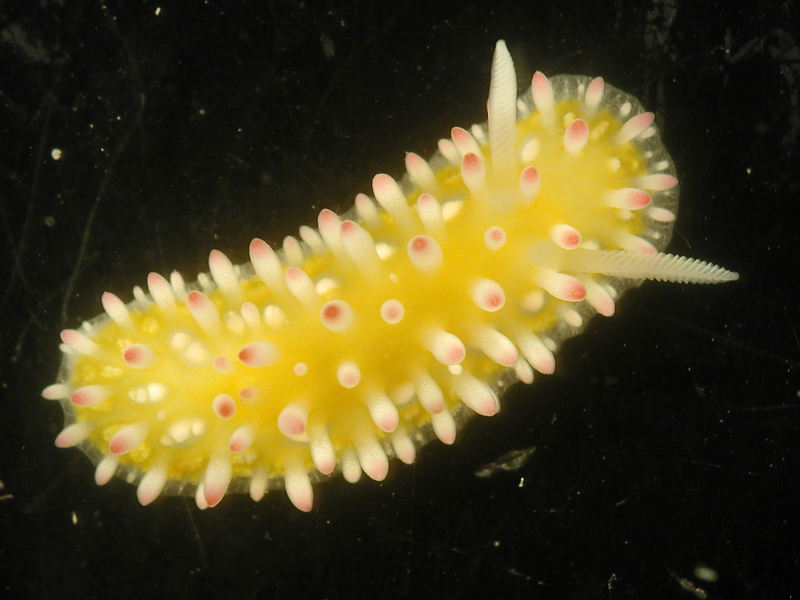
Cadlinella ornatissima (Australie)

Les rhinophores sont très longs et très effilés. Ils sont blancs avec de nombreuses lames saillantes et avec les extrémités en forme de massue. Un tubercule est présent devant et derrière chaque rhinophore et trois tubercules sont situés juste en avant de la poche branchiale.
Les quatre à cinq branchies rétractiles, de taille inégale, sont blanches et présentent un axe court et épais portant des lames un peu grisâtres. Elles sont simplement pennées. L'ensemble des branchies est protégé par 4 tubercules disposés en croix, le plus fort étant postérieur. 
Les tentacules buccaux sont très petits, contractés, difficilement observables, et accolés à la saillie buccale.
Le dessous est jaune à taches blanches. Sur la face ventrale, l'hyponotum présente une bande submarginale orange et les bandes submarginales des glandes du manteau sont visibles.
Le pied est blanc et transparent. Il présente de très larges spicules en forme de planche et est profondément divisé antérieurement.
L'armature buccale présente des dents bi ou trifurquées. La radula possède une dent centrale avec deux denticules de chaque côté de la cuspide médiane. La première dent latérale présente des denticules des deux côtés et les autres dents sont seulement denticulées sur la face externe. La radula compte 55 rangées avec 41 dents par rangée. 
Les otocystes présentent de nombreuses otoconies et des pigments noirs.
Le bulbe pharyngien est maintenu latéralement par deux forts muscles rétracteurs. Tous les tissus du bulbe sont de couleur ivoire très pâle et presque incolores à l'exception de l'armature buccale. La très large radula est visible par transparence avec ses rangées s'étalant sur toute la largeur et qui semblent se prolonger de chaque côté par un léger plissement de la basale étalée. Le sac radulaire, très large, est peu saillant hors du bulbe. La paroi latérale du bulbe est épaissie par les muscles de l'armature buccale. Les cartilages de la rotella sont de consistance excessivement faible et il est difficile de les dégager de la masse des muscles.
L'estomac est très aplati et montre des replis radiaires divergents à partir de l'orifice œsophagien. Les replis, très marqués, donnent l'impression d'une accumulation de lobes digitiformes. Un renflement en forme de cæcum obtus est présent sur la partie qui aboutit à l'intestin. L'estomac est placé près des centres nerveux de la partie antérieure de la masse viscérale.
Le pénis est très long et armé de nombreuses épines très effilées. La glande hermaphrodite est constituée par des follicules jaunes qui forment une couche mince à la surface du foie. 

## Éthologie

### Comportement
Lorsqu'il est menacé, ce nudibranche rejette au pourtour de son manteau une série de boules blanches équidistantes, très apparentes, formées par une agglomération de globules opaques.

### Alimentation
Cadlinella ornatissima se nourrit de l’éponge Halisarca metabola.

### Reproduction
Comme tous les nudibranches, l'espèce est hermaphrodite.
La ponte, blanche à jaunâtre, est composée d’un ruban gélatineux déposé sur le substrat en une spirale serrée et plate, dans laquelle se trouvent de nombreux granules ovoïdes blanchâtres de vitellus extra-capsulaire éparpillées individuellement dans la ponte. Les nombreux œufs présentent une coque munie d'un épaississement équatorial.

## Publication originale
- Risbec, J. 1928. Contribution à l’étude des nudibranches Néo-Calédoniens. Faune des Colonies Françaises, 2(1): 1–328 [163].

## Taxonomie
Cette espèce a été décrite et nommée par le zoologiste français Jean Risbec en 1928 sous le protonyme Cadlina ornatissima et transférée dans le genre Cadlinella.
L'épithète spécifique ornatissima provient du latin ornatus, ornement.
Une étude sur la morphologie spermatique de Cadlinella ornatissima interroge sur son appartenance à la famille Chromodorididae et a proposé de placer le genre Cadlinella comme Incertae sedis mais des études phylogénétiques plus récentes confirment que le genre Cadlinella est bien un membre de cette famille.